# Gilles Berolatti
Gilles Berolatti, né le 4 mai 1944 à Paris, est un escrimeur français, ayant pour arme le fleuret.
Il est sacré champion olympique d'escrime en fleuret par équipes aux Jeux olympiques d'été de 1968 à Mexico et remporte la médaille de bronze dans la même épreuve aux Jeux olympiques d'été de 1972 à Munich.